# Лабрюгьер
Лабрюгье́р (фр. Labruguière, окс. La Bruguièira) — коммуна во Франции, находится в регионе Юг — Пиренеи. Департамент — Тарн. Административный центр кантона Ла-Монтань-Нуар. Округ коммуны — Кастр.
Код INSEE коммуны — 81120.

## География
Коммуна расположена приблизительно в 600 км к югу от Парижа, в 70 км восточнее Тулузы, в 45 км к югу от Альби.
По территории коммуны протекают реки Берназобр и Торе.

## Климат
Климат умеренно-океанический. Зима мягкая и дождливая, лето жаркое с частыми грозами. Ветры довольно редки.

## Население
Население коммуны на 2010 год составляло 6231 человек.
| 1962 | 1968 | 1975 | 1982 | 1990 | 1999 | 2010 |
| ---- | ---- | ---- | ---- | ---- | ---- | ---- |
| 4835 | 5333 | 5468 | 5541 | 5486 | 5485 | 6231 |

## Администрация
| Период | Период | Фамилия          | Партия                    | Примечания |
| ------ | ------ | ---------------- | ------------------------- | ---------- |
| 1989   | 1995   | Жаклин Алькье    | Социалистическая партия   | сенатор    |
| 1995   | 1998   | Жан-Луи Кабанак  |                           |            |
| 1998   | 2008   | Жан-Луи Дельжари | Союз за народное движение |            |
| 2008   | 2014   | Ришар Орьяк      | Социалистическая партия   |            |
| 2014   | 2020   | Жан-Луи Кабанак  |                           |            |

## Экономика
В 2007 году среди 3490 человек в трудоспособном возрасте (15—64 лет) 2557 были экономически активными, 933 — неактивными (показатель активности — 73,3 %, в 1999 году было 68,2 %). Из 2557 активных работали 2218 человек (1182 мужчины и 1036 женщин), безработных было 339 (157 мужчин и 182 женщины). Среди 933 неактивных 260 человек были учениками или студентами, 310 — пенсионерами, 363 были неактивными по другим причинам.

## Достопримечательности
- Церковь Св. Цецилии (XIV век). Исторический памятник с 1927 года.[9]
- Замок Лабрюгьер (XVI век). Исторический памятник с 1927 года.[10]
- Старый крытый рынок (1266 год). Исторический памятник с 1977 года.[11]

## Фотогалерея

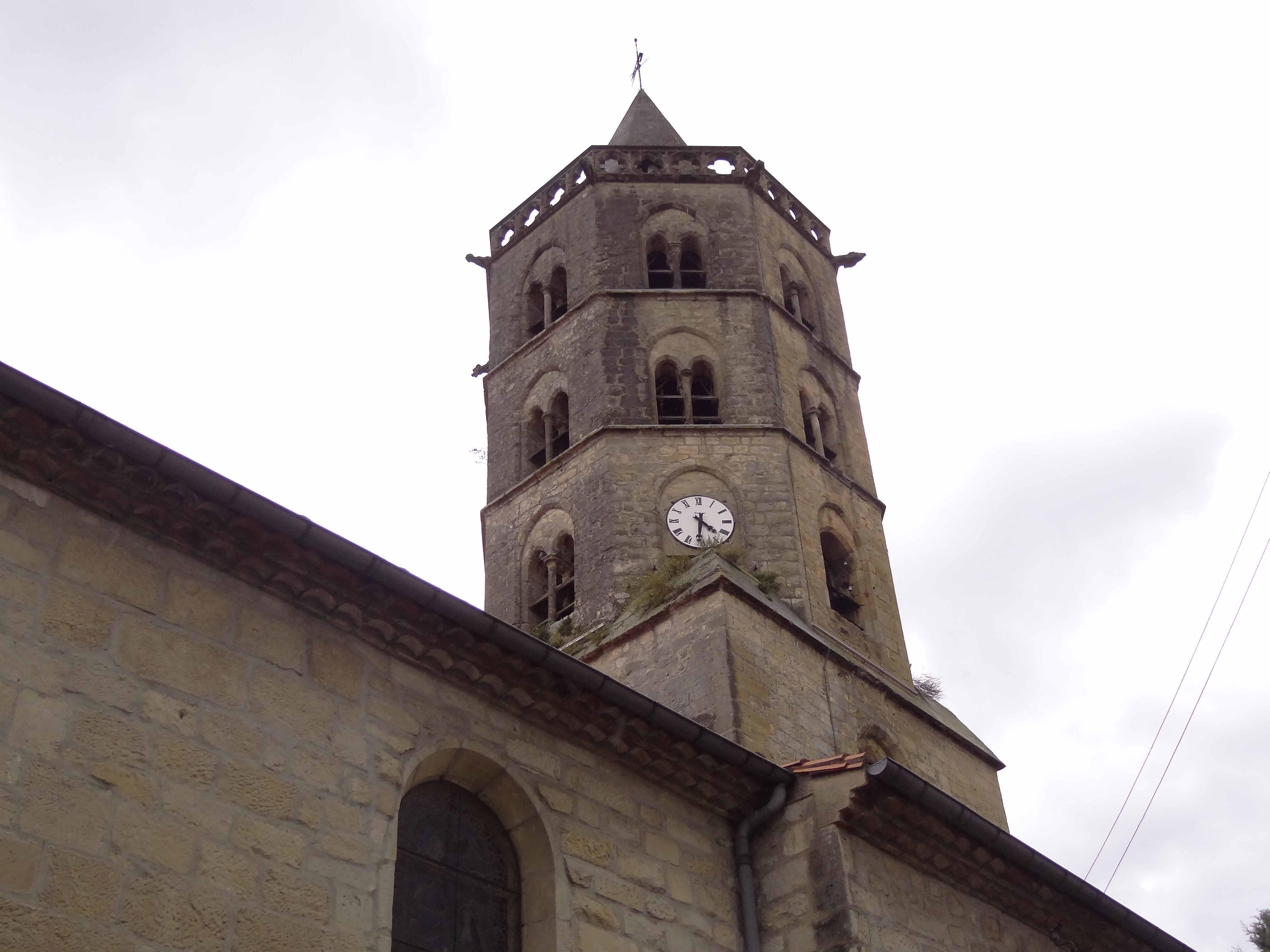
Церковь Св. Цецилии
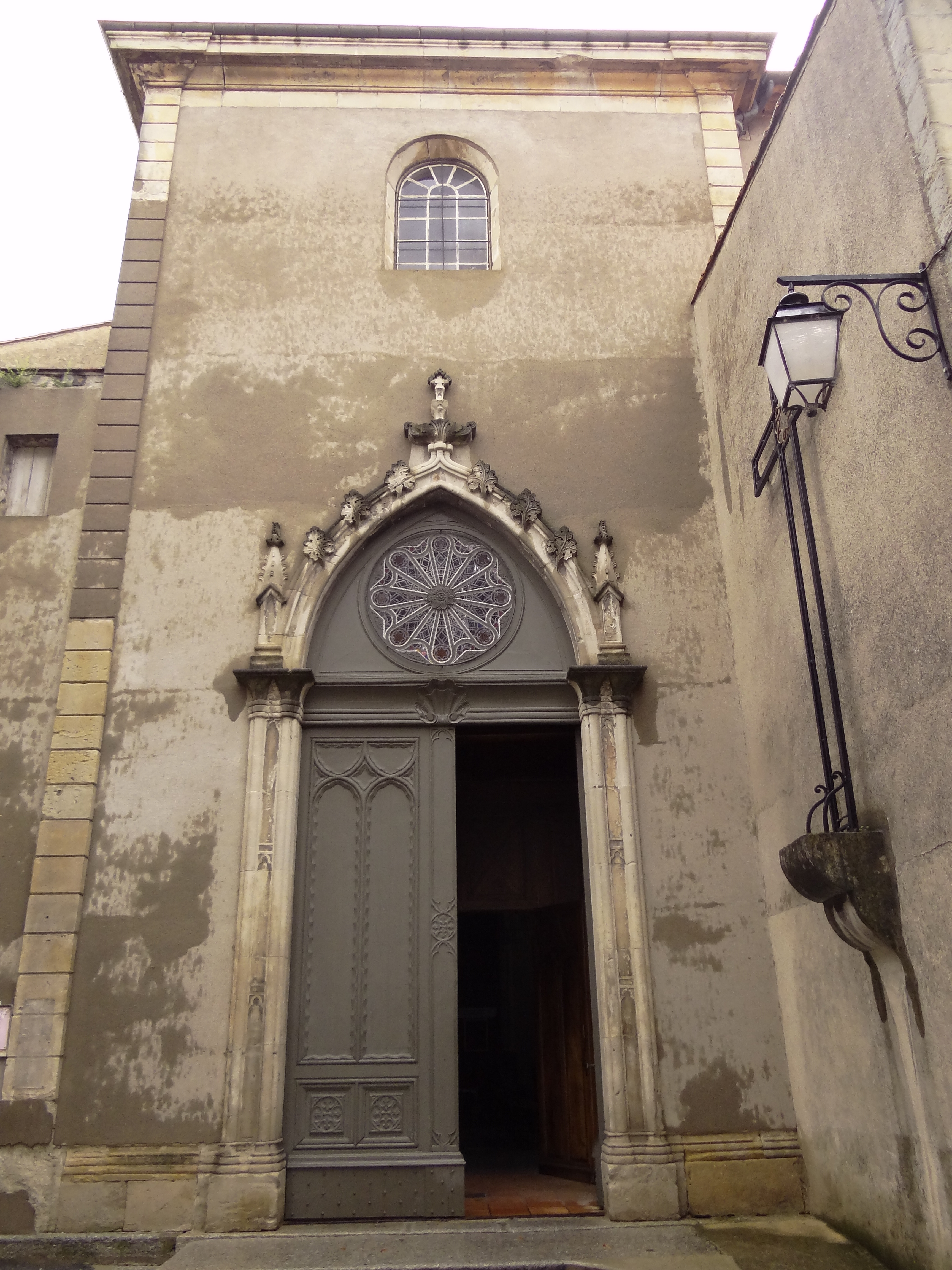
Церковь Св. Цецилии
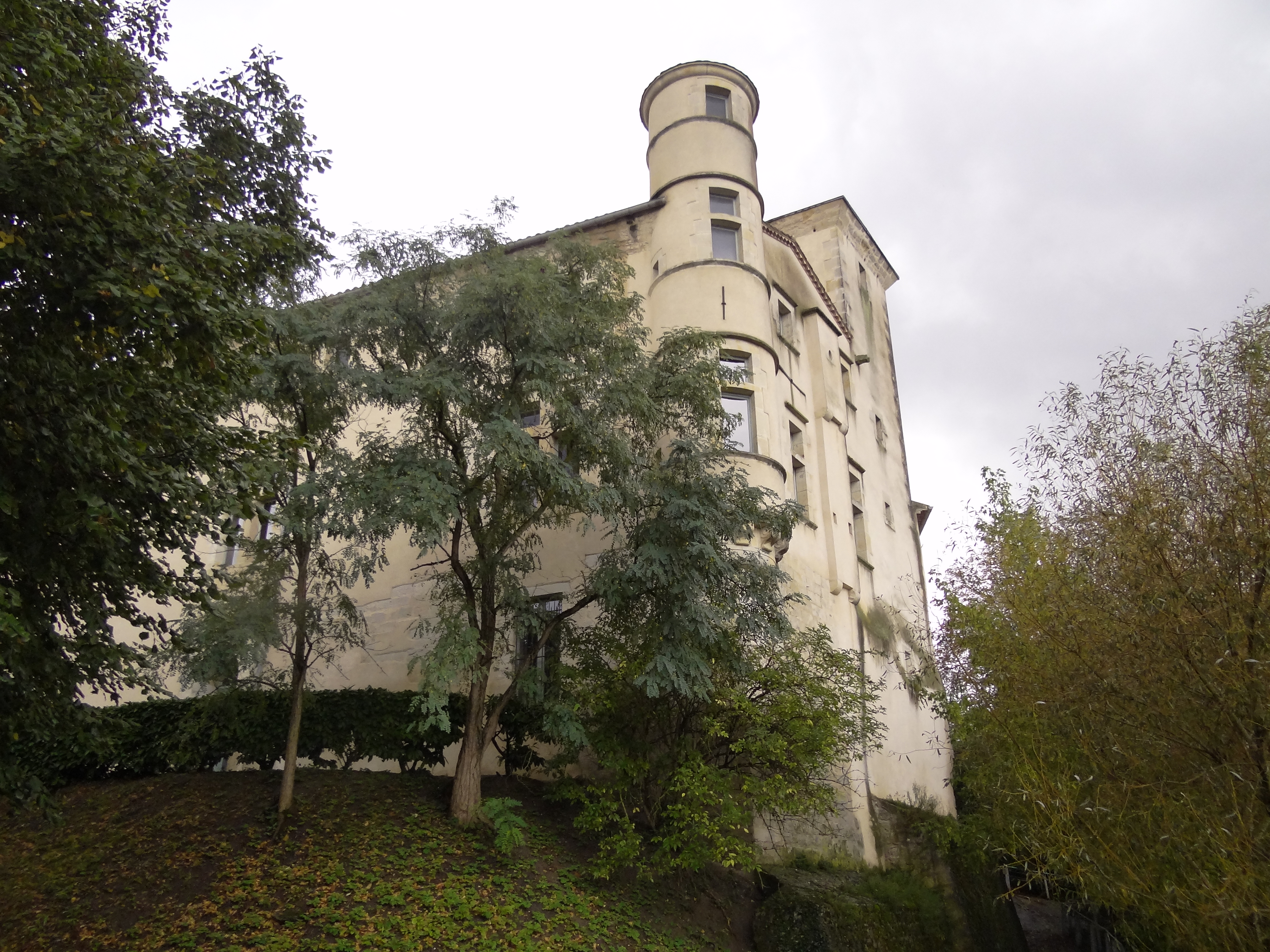
Замок Лабрюгьер
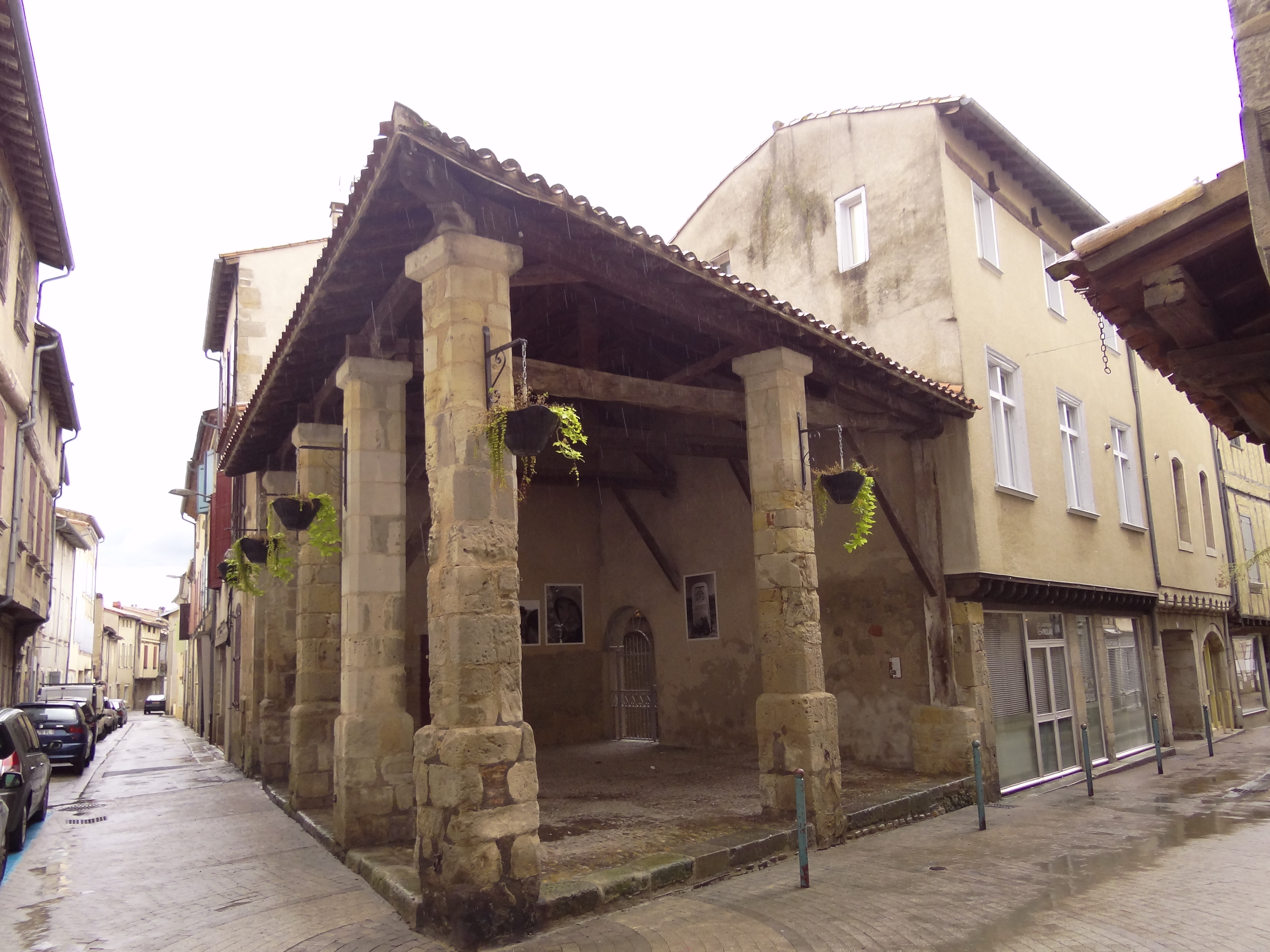
Старый крытый рынок
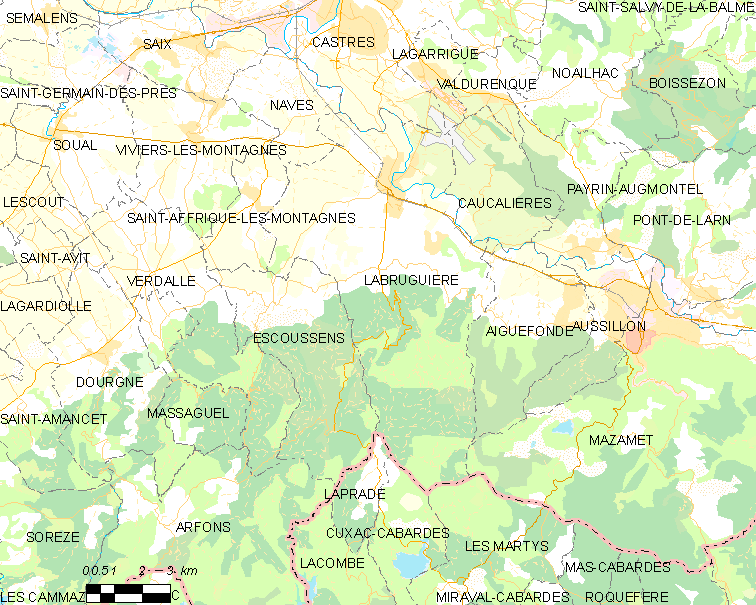
Карта коммуны